# Jonagold

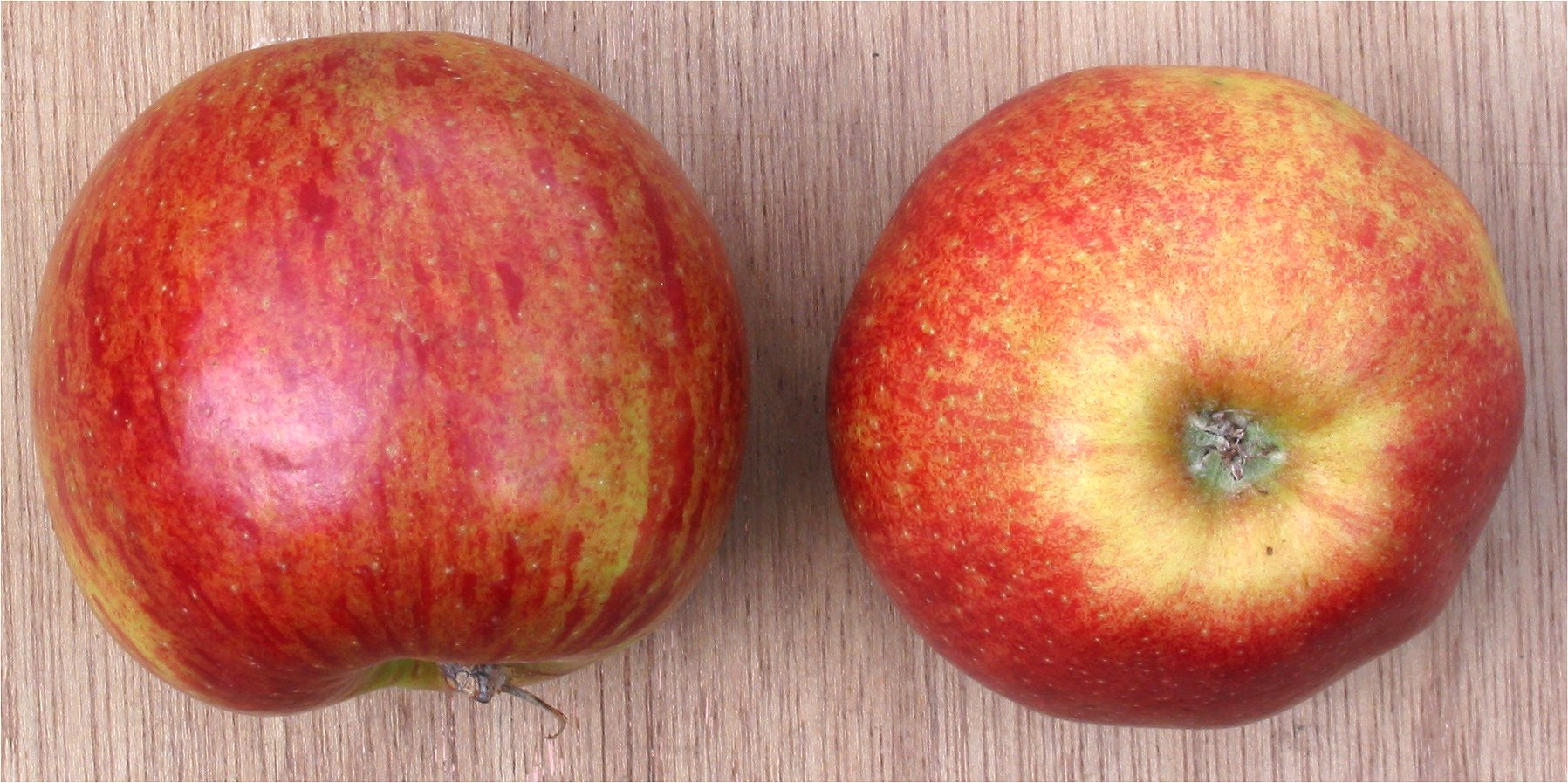
'Jonagold'

Jonagold (Malus domestica 'Jonagold') is een appelras. Het is ontstaan door een kruising van de 'Golden Delicious' en de 'Jonathan'. Het ras ontstond in de Verenigde Staten en is in Europa geïntroduceerd eind jaren 60 van de 20e eeuw, via Jef De Coster (1930-2010) (Zuurbemde, België). Het ras is daardoor veel aangeplant in de Sint-Truidense fruitstreek in het Limburgse Haspengouw. Het verwierf vrij vlug een grote populariteit door de zeer hoge opbrengst per hectare en de uitstekende smaakeigenschappen van de 'jonathan', in combinatie met de goede bewaareigenschappen van de golden delicious. De Jonagold is tevens een goedkoop appelras.
Jonagold inclusief jonagored was in 2016 in Nederland de op een na meest geteelde appel: 1718 ha (23%) op een totaal van 7335 ha. Elstar is de meest geteelde appel met een areaal van 3175 ha. Bij een vergelijkend onderzoek in 2005 naar verschillende appelrassen door de universiteit van Bonn kwam jonagold als "gezondste" uit de bus.
Jonagored is een kleurmutant van Jonagold met een areaal in 2016 van 362 ha.